# Circolo Giuseppe Mazzini
Il Circolo Giuseppe Mazzini è stata un'associazione ispirata al pensiero di Giuseppe Mazzini, fondata a Forlì nel 1871 e rifondata nel 1876. Subì più volte sequestri e persecuzioni, compresi decreti di scioglimento, da parte delle autorità del Regno d'Italia che lo consideravano un centro di attività sovversive. Tuttavia, sempre ricostituito, continuò a crescere di iscritti, al punto che Il Pensiero Romagnolo del 27 ottobre 1907 poté definirlo "il più numeroso sodalizio politico d'Italia". Ebbe così una risonanza politica nazionale.
Suo primo presidente, ed ispiratore per la fondazione, fu Aurelio Saffi, il principale erede politico di Mazzini. Vicepresidenti furono Alessandro Fortis (Presidente del Consiglio dal 1905 al 1906) ed Antonio Fratti, il patriota e deputato che morì combattendo a Domokos.
Il 30 aprile 1894 diventò Presidente Giuseppe Gaudenzi: il Circolo contava allora oltre 600 soci. Forte di questa posizione, Gaudenzi, l'anno successivo, fondò il Partito Repubblicano Italiano e ne divenne il primo Segretario.
La prima sede del Circolo, dalla nascita fino al 1922, fu lo storico Palazzo Merlini. La nuova sede fu nell'attuale Corso della Repubblica, in un apposito palazzo progettato da Leonida Emilio Rosetti, ancora oggi sormontato dalla scritta P.R.I. Circolo Giuseppe Mazzini.
Il Circolo fu sciolto dal fascismo nel 1923.

## Presidenti
- Aurelio Saffi
- Livio Quartaroli
- Giuseppe Gaudenzi